# MSG 프라임 미니스터스컵
MSG 프라임 미니스터스컵(MSG Prime Minister's Cup)은 OFC가 개최하는 소규모 축구 대회로 멜라네시아 국가들이 참가하고 있으며 1994년부터 2000년까지 OFC 네이션스컵 예선으로만 사용된 뒤 2000년 대회를 끝으로 폐지되었다가 2022년부로 MSG 프라임 미니스터스컵으로 대회명이 변경되면서 22년만에 다시 개최되기 시작했다.

## 참가국
- 피지
- 바누아투
- 바누아투 B
- 솔로몬 제도
- 솔로몬 제도 B
- 누벨칼레도니
- 파푸아뉴기니

## 역대 통계
| 회수 | 개최년도 | 개최국      |             | 최종순위     | 최종순위     | 최종순위     | 최종순위 |
| 회수 | 개최년도 | 개최국      | 우승        | 준우승       | 3위          | 4위          |          |
| 1회  | 1988년   | 솔로몬 제도 | 피지        | 솔로몬 제도  | 누벨칼레도니 | 바누아투     |          |
| 2회  | 1989년   | 피지        | 피지        | 누벨칼레도니 | 솔로몬 제도  | 파푸아뉴기니 |          |
| 3회  | 1990년   | 바누아투    | 바누아투    | 누벨칼레도니 | 피지         | 솔로몬 제도  |          |
| 4회  | 1992년   | 바누아투    | 피지        | 누벨칼레도니 | 솔로몬 제도  | 바누아투     |          |
| 5회  | 1994년   | 솔로몬 제도 | 솔로몬 제도 | 피지         | 파푸아뉴기니 | 누벨칼레도니 |          |
| 6회  | 1998년   | 바누아투    | 피지        | 바누아투     | 솔로몬 제도  | 파푸아뉴기니 |          |
| 7회  | 2000년   | 피지        | 피지        | 솔로몬 제도  | 바누아투     | 누벨칼레도니 |          |

### 최고 성적
| 팀           | 우승 | 준우승 | 3위 | 참가 횟수 |
| ------------ | ---- | ------ | --- | --------- |
| 피지         | 5회  | 1회    | 1회 | 7회       |
| 솔로몬 제도  | 1회  | 3회    | 3회 | 7회       |
| 바누아투     | 1회  | 1회    | 2회 | 4회       |
| 누벨칼레도니 | 0회  | 3회    | 1회 | 4회       |
| 파푸아뉴기니 | 1회  | 0회    | 1회 | 2회       |

## 같이 보기
- 폴리네시아컵